# Sebastian Åris
Sebastian Åris Ceccardi (* 9. Dezember 1995 in Viborg als Sebastian Åris Petersen) ist ein dänischer Basketballspieler.

## Werdegang
Åris gab in der Saison 2013/14 seinen Einstand in der höchsten dänischen Spielklasse, Basketligaen. Er spielte bis 2016 für die Bakken Bears, mit denen er 2014 dänischer Meister, sowie 2016 dänischer Pokalsieger wurde. Außerdem nahm er mit der Mannschaft an der Eurocup Challenge 2015 teil. 2016/17 spielte für den Erstligaverein Malbas im schwedischen Malmö.
2017 wechselte er zu den Svendborg Rabbits und damit in sein Heimatland zurück. Dort erhielt er mehr Spielzeit als bei seiner früheren Basketligaen-Station Bakken. Nachdem er in der Saison 2020/21 mit durchschnittlich 15,8 Punkten je Begegnung zwölftbester Korbschütze der dänischen Liga geworden war, zeichnete ihn das Fachmedium fullcourt.dk als besten dänischen Spieler der Saison aus.
Im Juni 2021 vermeldete der deutsche Zweitligist Ehingen/Urspring Åris’ Verpflichtung. Noch vor dem Saisonbeginn bat er um Vertragsauflösung und ging nach Svendborg zurück. Er unterschrieb im Frühling 2022 bei den in der kanadischen Liga CEBL spielenden Saskatchewan Rattlers einen Vertrag für die Sommersaison 2022. Vor seinem Wechsel nach Kanada wurde er Mitte April 2022 mit Svendborg noch dänischer Pokalsieger, erzielte im Endspiel 26 Punkte und wurde als dessen bester Spieler ausgezeichnet. In der Meisterschaft wurde er mit Svendborg Zweiter. Vom Fachmedium fullcourt.dk wurde Åris als bester einheimischer Spieler der dänischen Liga der Saison 2021/22 ausgezeichnet, in der Abstimmung der Liga wurde er zum Spieler des Jahres gewählt.
Im Juli 2022 gab der ungarische Erstligist Kaposvári KK die Verpflichtung des Dänen mit dem Beginn der Saison 2022/23 bekannt. Mit 15,2 Punkten je Begegnung gehörte Åris im Spieljahr 2022/23 zu den Leistungsträgern der Mannschaft. Seine in Ungarn gezeigten Leistungen brachten ihm einen Vertrag beim spanischen Zweitligisten Leyma Coruña ein. Für die Mannschaft stand er in 35 Zweitligaspielen auf dem Feld und kam auf einen Mittelwert von 5,5 Punkten. Während der Saison 2023/24 war er zunächst vereinslos, Ende November 2024 wurde Åris vom spanischen Zweitligisten HLA Alicante verpflichtet.

### Nationalmannschaft
Åris nahm an der U16-Europameisterschaft 2011 und der U18-Europameisterschaft 2013 teil.
Åris sorgte im Frühjahr 2021 mit der dänischen Herrennationalmannschaft in der Ausscheidungsrunde für die Europameisterschaft 2022 innerhalb von 48 Stunden mit Siegen über Litauen und Tschechien für Aufsehen. Aber weder beim 80:76 gegen Litauen noch beim 91:90 gegen Tschechien wurde er von Dänemarks Nationaltrainer Erez Bittman eingesetzt. Im entscheidenden zweiten Spiel gegen Litauen erzielte er sechs Punkte bei 17-minütiger Einsatzzeit, verlor mit seiner Mannschaft aber knapp (76:77) und verpasste deshalb den Sprung zur EM.